# Ян Гендрик Оорт
Ян Гендрик О́орт (нід. Jan Hendrik Oort; 28 квітня 1900, Франекер — 5 листопада 1992, Лейден) — нідерландський астроном, член Нідерландської королівської академії наук.

## Біографія
Закінчив Гронінгенський університет, де навчався разом з Якобусом Каптейном, у 1921—1922 рр. працював в тому ж університеті, у 1922—1924 рр. — у Єльській обсерваторії (США). Протягом 1924—1970 рр. працював у Лейденській обсерваторії, з 1945 р. — її директор; у 1926—1970 рр. викладав у Лейденському університеті, з 1945 року — професор.
Основні наукові роботи присвячені дослідженню будови і динаміки Галактики та питанням космогонії. 1927 р. на основі статистичного вивчення променевих швидкостей і власних рухів зірок чітко обґрунтував гіпотезу Бертіла Ліндблада про обертання галактики навколо її центру. Довів, що Галактика обертається не як тверде тіло — внутрішні її частини обертаються швидше, швидкість зменшується зі зростанням відстані від центру; визначив величину ефекту диференціального обертання (Постійна Оорта), швидкість галактичного обертання (220 км/с в околиці Сонця) і період обертання (220 млн років в околиці Сонця). Роботи Оорта поклали початок вивченню динаміки галактики.
Детально розглянув роль дифузної речовини в кінематичній і динамічній картині Галактики. 1932 р. вперше оцінив щільність дифузної міжзоряної речовини за допомогою z-компоненти швидкості зірок (перпендикулярній площині Галактики) і знайшов її межу — 3×10−24 г/см3. 1938 р. довів, що більша частина поглинаючої речовини в Галактиці зосереджена в шарі завтовшки по 200 парсеків з обох боків галактичної площини; довів також, що зоряна щільність зростає у напрямку до галактичного центру і що Сонце розташоване в області зі зниженою зоряною щільністю.
З появою радіоастрономії продовжував вивчення Галактики радіоастрономічними методами — брав участь у встановленні великомасштабної структури, у дослідженнях хмар міжзоряного газу.
Оорт — автор теорії сферичної кометної хмари, яке є джерелом спостережуваних комет. Ця хмара простягається до відстані 150 000 а.о. від Сонця, комети більшу частину часу перебувають далеко від Сонця і тому невидимі. Під впливом найближчих зірок швидкості окремих комет можуть змінюватися настільки, що останні потрапляють в околиці Сонця і стають видимими; тут вони під дією гравітації планет змінюють свої орбіти і можуть ставати періодичними.
Спільно з Лайменом Спітцером запропонував механізм утворення протозірок у міжзоряних хмарах (стиснення газу під дією тиску випромінювання гарячих зірок, що утворилися раніше). Спільно з Гендріком Крістофелем ван де Гулстом розробив теорію утворення міжзоряних пилових частинок шляхом акреції міжзоряного газу. Виявив, що випромінювання Крабоподібної туманності поляризоване і має синхротронну природу.
Оорт багато в чому сприяв розвитку радіоастрономії на європейському континенті, зокрема, спорудженню радіотелескопу у Вестерборкі, а також у Південній Європейській обсерваторії. У 1958—1961 рр.— президент Міжнародного астрономічного союзу.

## Нагороди
- Член багатьох академій, зокрема іноземний член АН СРСР (з 1966 р.).
- Медаль Кетрін Брюс Тихоокеанського астрономічного товариства (1942)
- Золота медаль Лондонського королівського астрономічного товариства (1946)
- Нагорода лекторату Генрі Норріса Рассела (1951)

На честь його названо
- Астероїд 1691 Oort
- Хмара Оорта
- Постійна галактичної структури Оорта